# Kemar Hyman
Kemar Hyman (né le 11 octobre 1989 à George Town) est un athlète des Îles Caïmans, spécialiste des épreuves de sprint.

## Biographie
En 2012, Kemar Hyman descend pour la première fois de sa carrière sous les 10 secondes au 100 m en établissant le temps de 9 s 95 (+1,8 m/s) lors des séries du Meeting d'athlétisme de Madrid. Son précédent record sur la distance, établi en 2009, était de 10 s 04.

## Palmarès
| Date | Compétition                   | Lieu       | Résultat | Épreuve | Temps   |
| ---- | ----------------------------- | ---------- | -------- | ------- | ------- |
| 2008 | Championnats du monde juniors | Bydgoszcz  | 8e       | 100 m   | 10 s 79 |
| 2011 | Championnats ACC              | Mayagüez   | finale   | 100 m   | DQ      |
| 2015 | Championnats NACAC            | San José   | 5e       | 100 m   | 10 s 21 |
| 2018 | Jeux du Commonwealth          | Gold Coast | 5e       | 100 m   | 10 s 21 |

## Records
| Épreuve | Performance | Lieu   | Date           |
| ------- | ----------- | ------ | -------------- |
| 100 m   | 9 s 95      | Madrid | 7 juillet 2012 |
| 200 m   | 20 s 73     | Athens | 9 avril 2016   |